# Carex utriculata
Espèce
Classification phylogénétique
Carex utriculata est une espèce de plantes du genre Carex et de la famille des Cyperaceae.